# Fiebre de amor
Fiebre de amor est un film mexicain de René Cardona Jr. de 1985, dans lequel jouent la chanteuse mexicaine Lucero Hogaza Leon/Lucero et Luis Miguel Gallego Basteri/Luis Miguel.

## Distribution
- Lucero Hogaza Leon
- Luis Miguel Gallego Basteri
- Carlos Monden
- Guillermo Murray